# Koayo
Koayo est une localité située dans le département de Gossina de la province du Nayala dans la région de la Boucle du Mouhoun au Burkina Faso.

## Géographie
Koayo est situé à 15 km du fleuve Mouhoun, côté nord-est. il est entouré du village de Saoura et Tani à l'ouest, de Mélou au sud, de Tarba et de Gossina à l'est et de Sankoué au nord.

## Démographie
La population de Koayo est exclusivement constituée de Samo, majoritairement jeunes[réf. nécessaire]. Il faut noter cette population est fortement touchée d'une part par l'exode rural vers les deux principales villes du pays à savoir Bobo-Dioulasso et Ouagadougou et d'autre part par l'émigration vers les pays voisins notamment la Cote d'Ivoire.

## Économie
Plus de 99 % de la population de Koayo vit de l'agriculture et de l’élevage. Les cultures les plus pratiquées sont le sorgho, le mil, le coton et le haricot.

## Santé et éducation
Koayo ne dispose pas d'un centre de santé et de promotion sociale (CSPS) mais dépend du CSPS de Soura (dans le département voisin de Yé) pour les soins de base et de l’hôpital de Toma (distant de 45 km). La pharmacopée traditionnelle y est très développée.
Le village de Koayo dispose d'une école primaire depuis 1994. De 1994 à 1999, l'école comportait trois salles de classe ce qui l'obligeait à recruter les enfants tous les deux ans. Depuis 2000, les recrutements sont faits chaque année donnant la chance à tous les enfants du village. À la sortie de l'école primaire, les enfants poursuivent la classe de 6e principalement dans les collèges d'enseignement général (CEG) de Saoura (distant de 4 km) et de Gossina (distant de 9 km).